# 岡谷繁實
岡谷繁實（1835年4月9日—1920年12月9日）是日本江戶時代後期至明治時代初期的武將。上野國館林藩藩士。通稱鈕吾。在江戶學習高島流砲術，此後在水戶遊學，在江戶昌平黌學習。在幕末，因為館林藩主秋元志朝與長州藩有血緣關係，於是以勤王家的身份活動（尊皇派的公家高松實村（高松保實的繼嗣）的家老）。
在安政元年（1854年）至明治2年（1869年）期間，著作從日本戰國時代至江戶時代，192個武將的『名將言行錄』。

## 生平
在天保6年3月12日（1835年4月9日）於山形城內出生。弘化4年（1847年），繼承家督。安政元年（1854年），開始著作『名將言行錄』。
萬延元年（1860年），在沒有得到藩的許可下上京，向朝廷建言攘夷，向勅使東下請願。文久元年（1861年），因為無斷上京之罪，受到降格處分。文久3年（1863年），成為世子秋元禮朝的侍講。12月，成為中老役，修復雄略天皇山陵。元治元年（1864年），為阻止征長而斡旋。4月，受藩命而前往長州藩，因此被幕府懷疑，10月，被藩奪去奉祿，並被迫蟄居，於是移居至武州深谷。
明治元年（1868年），反對遷都大坂，建議遷都至適合經營蝦夷地的江戶（同年7月，東京奠都在形式上實現）。仕於高松保實，成為高松家的家老。與小澤一仙一同結成草莽義軍的高松隊，並成為參謀，率先前往甲府，因為在無許可的情況下出兵，被命令歸還。
明治2年（1869年），跟隨岩代國巡察使前往會津赴任。8月，轉至若松縣大參事。9月，建言再興會津松平家。10月，因為被懷疑與友人的罪有關，被送到廣島藩軟禁。11月，因為友人的罪，受到連坐而被免官，在這段時期，『名將言行錄』初版刊行，此後繼續增補改訂。
明治6年（1874年），以水澤縣七等出仕的身份復官。明治11年（1878年），經內務省出仕，轉至修史館御用掛。明治19年（1886年），退職。明治25年（1892年），成為史談會幹事。明治33年（1900年），『皇朝編年史』刊行。明治44年（1811年），包含續卷的『名將言行錄』增補版刊行。在大正9年（1920年）12月9日病死。